# Abu-Ubayd-Al·lah Muàwiya ibn Ubayd-Al·lah ibn Yassar al-Aixarí
Abu-Ubayd-Al·lah Muàwiya ibn Ubayd-Al·lah ibn Yassar al-Aixarí (àrab: أبو عبيد الله معاوية بن عبيد الله بن يسار الأشعري, Abū ʿUbayd Allāh Muʿāwiya b. ʿUbayd Allāh b. Yasār al-Axʿarī) (mort en 786/787), fou visir del califa al-Mahdi.
Fou nomenat pel califa al-Mansur per ser part del seguici d'al-Mahdi, fill d'al-Mansur. Quan al-Mahdí va pujar al poder el 775 el va nomenar visir. Va reformar el kharaj, una taxa sobre les terres, que va esdevenir proporcional al producte i que es podia pagar en productes. El 777 fou acusat d'heretgia però l'acusació no va tirar endavant; el 778 va ser assassinat el seu fill Muhàmmad; tot això va afectar seriosament el seu prestigi. A més tenia l'hostilitat del camarlenc ar-Rabí ibn Yunus ibn Dàwud; el 779/780 fou destituït. Yaqub ibn Dàwud fou nomenat nou visir, però Abu-Ubayd-Al·lah va conservar les funcions del diwan ar-rasàïl fins a la seva mort.